# Holger Freitag
Holger Freitag (ur. 8 października 1963 w Erlabrunn) – niemiecki skoczek narciarski reprezentujący NRD. Najlepsze wyniki w Pucharze Świata osiągnął w sezonie 1982/1983, kiedy zajął 24. miejsce w klasyfikacji generalnej. Brał udział w mistrzostwach świata w Oslo oraz igrzyskach w Sarajewie, ale bez sukcesów.
Jest ojcem Richarda Freitaga i Seliny Freitag.

## Igrzyska Olimpijskie
- Indywidualnie
  - 1984 Sarajewo (YUG) – 35. miejsce (normalna skocznia)

## Mistrzostwa Świata
- Indywidualnie
  - 1982 Oslo (NOR) – 39. miejsce (duża skocznia), 27. miejsce (normalna skocznia)
- Drużynowo
  - 1982 Oslo (NOR) – 4. miejsce

## Puchar Świata w skokach narciarskich

### Miejsca w klasyfikacji generalnej
- sezon 1982/1983: 24
- sezon 1983/1984: 29
- sezon 1985/1986: 42

### Miejsca na podium chronologicznie
- Harrachov (8 stycznia 1983) - 1. miejsce